# José Antônio Martins Monteiro

## José Antônio Martins Monteiro
José Antônio Martins Monteiro é um empresário brasileiro com atuação nos setores de agronegócio e indústria de charuto. É fundador da marca de charutos premium JAMM Cigar, da FEANBE Agropecuária e Participações e da JAMMCo., empresa agrícola voltada ao cultivo de tabaco negro. Ao longo de mais de três décadas, ocupou posições executivas em empresas de grande porte no Brasil, além de ter participado ativamente do setor cultural e de entretenimento baiano durante a juventude.

### Biografia
Monteiro nasceu em Salvador, Bahia. Sua avó materna, conhecida como Iaiá, era natural de Maragogipe, município do Recôncavo Baiano tradicionalmente associado ao cultivo de fumo.
Seu avô paterno era agrônomo, formado na primeira turma de agronomia da Bahia, e bisneto de Amado Bahia, um ícone do agronegócio baiano e um grande filantropo.
Ainda jovem, envolveu-se com o cenário cultural de Salvador, tendo atuado na organização de blocos carnavalescos e eventos sociais, experiências que contribuíram para sua formação em liderança, gestão e relacionamento interpessoal.

### Carreira

#### Atuação em eventos e entretenimento (1987–1993)
Monteiro iniciou sua trajetória profissional como diretor social do Bloco Beijo, em Salvador, entre os anos de 1987 e 1990. Em seguida, foi um dos fundadores e sócios do Bloco Futuca, atuando de 1990 a 1993. Esses blocos marcaram época no carnaval da capital baiana, e contribuíram para o fortalecimento da cena cultural local.
Paralelamente, entre 1988 e 1993, exerceu o cargo de executivo comercial na Rede Bahia, afiliada da TV Globo, desempenhando funções ligadas à gestão de projetos e relações institucionais.

#### Ortobom(1993–2021)
Em 1993, Monteiro ingressou na empresa Ortobom, uma das maiores fabricantes de colchões do Brasil. Permaneceu na companhia por 28 anos, exercendo a função de gerente geral, chegando ao cargo mais alto da empresa. Durante esse período, foi responsável pela expansão comercial e gestão de operações, sendo reconhecido por sua capacidade de liderança e inovação em processos.

#### FEANBE Agropecuária (2016 – presente)
Em 2016, fundou a FEANBE Agropecuária e Participações, empresa com foco na produção agrícola, no cultivo de frutas cítricas e pecuária de porte, com sede em Alagoinhas. A FEANBE também desenvolve outras frentes produtivas, como produção de feno e fumo, com grande projeto em andamento para envase de água mineral e águas saborizadas.

#### JAMMCo.
No contexto das atividades da FEANBE, Monteiro criou a JAMMCo., um braço agrícola especializado na plantação de tabaco negro visando o consumo próprio e a exportação do mesmo. A empresa trabalha com variedades como Mata Fina, Cubra, tabacos dominicanos e nicaraguenses, com métodos que combinam tradição e tecnologia. A JAMMCo. simboliza o compromisso com a valorização do tabaco nacional e com o fortalecimento da cadeia produtiva do setor.

#### JAMM Cigar
Inspirado por uma experiência pessoal vivida no Canadá, em que se aproximou da cultura dos charutos, Monteiro fundou a JAMM Cigar em 2020, passando a comercializar em fevereiro de 2022. A marca é focada em charutos premium (long filler = folhas inteiriças) feitos à mão e sem aditivos químicos com tabacos nacionais de alta qualidade.
A fábrica, localizada em Alagoinhas, Bahia, tornou-se referência no setor e tem ganhado visibilidade nacional e internacional, onde já conquistou 3 importantes pontuações no ano de 2024. Os charutos da JAMM Cigar se destacam por seu acabamento manual e blends exclusivos, que unem tradição brasileira e sofisticação internacional.

### Atuação na mídia
José Antônio mantém presença ativa nas redes sociais, onde compartilha sua rotina como empresário e aspectos da cultura do charuto. Também participa de eventos do setor e entrevistas, nas quais discute temas como empreendedorismo, agronegócio e valorização do tabaco brasileiro.
Em 2024 e 2025 participou de diversas entrevistas e podcasts especializados em charutos, detalhando sua trajetória e as estratégias da JAMM Cigar no mercado nacional e internacional.
Em 2023, foi lançado o curta-metragem intitulado *Uma História Além de Dois Amigos*, disponível no YouTube, que retrata a história da JAMM Cigar, suas origens e instalações.

### Legado
Monteiro é reconhecido por sua contribuição ao desenvolvimento do agronegócio na Bahia, especialmente pela integração entre agricultura e indústria no setor tabaqueiro. Com a JAMMCo. e a JAMM Cigar, promove a geração de empregos, a valorização de saberes tradicionais e o fortalecimento da imagem do tabaco brasileiro em mercados exigentes.